# (195) Euryclée
Pour les articles homonymes, voir Euryclée.
(195) Euryclée est un astéroïde de la ceinture principale découvert par Johann Palisa le 19 avril 1879.

## Compléments